# Брэдмен, Дональд
Сэр Дональд Джордж Брэдмен (англ. Donald Bradman) (27 августа 1908, Кутамундра — 25 февраля 2001, Кенсингтон Парк) — австралийский игрок в крикет, держатель многочисленных рекордов, произведённый за свои заслуги в рыцари.
Игра Брэдмена привлекала зрителей на матчи его команды. Он имел напряженные отношения с некоторыми товарищами по команде, руководителями и журналистами. После вынужденного перерыва, связанного со Второй мировой войной, австралийская команда, капитаном которой был Дональд Джордж Брэдмен, стала известна как «Непобедимые».
После завершения карьеры игрока, Брэдмен проработал администратором, селекционером и писателем. В 2001 году премьер-министр Австралии Джон Говард назвал его «величайшим австралийцем». Изображение Брэдмена появлялось на почтовых марках и монетах. Ещё при жизни Брэдмена был открыт музей, посвящённый его жизни. К столетию со дня рождения Брэдмена Королевский австралийский монетный двор выпустил 5 долларовую памятную золотую монету с его изображением.

## Ранние годы

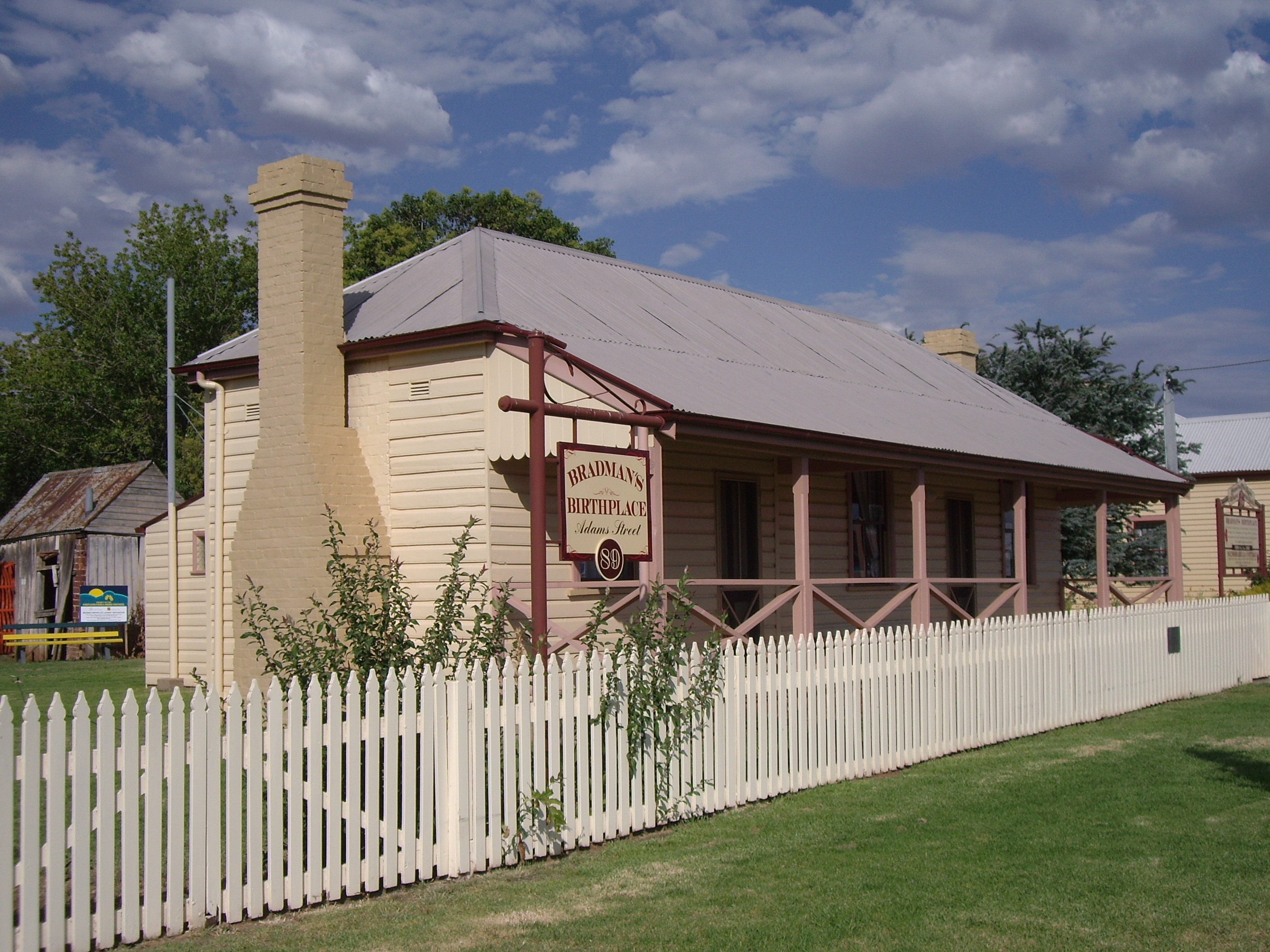
Дом, в котором родился Брэдмен, сегодня является музеем

Дональд Брэдмен был младшим сыном Джорджа и Эмили Брэдмен. Он родился 27 августа 1908 года в Кутамундре (Новый Южный Уэльс). У него был брат и три сестры. Когда Брэдмену было около двух с половиной лет, его родители переехали в Боурэл. Один из прадедов Дональда Брэдмена был одним из первых итальянцев, приплывших в Австралию в 1826 году.
С 1920 по 1921 годы Дональд Брэдмен выступал за местную команду Боурэла, капитаном которой был его дядя Джордж Ватман. В 1922 году он работал агентом по недвижимости, затем бросил занятия по крикету и стал заниматься теннисом, однако через два года вновь стал играть в крикет.
Брэдмен стал основным игроком команды Боурэла, а его выдающаяся игра привлекла внимание сиднейских газет. В финале турнира Moss Vale Брэдмен набрал 320 очков. С 1926 года Брэдмен стали привлекать к тренировкам команды Нового Южного Уэльса.

## Дебют
В следующем сезоне «мальчик из Боурэла» продолжил своё восхождение. Несмотря на высокие результаты, показанные Брэдменом, его не взяли на игры второй австралийской сборной в турне Новой Зеландии. Для повышения своих шансов попадания в австралийскую сборную, в сезоне 1928-29 Брэдмен переезжает в Сидней. Первое время он продолжал работать агентом по недвижимости, но позже идёт работать в компанию Mick Simmons Ltd. В первом матче сезона он отлично сыграл против Квинсленда, а в матче против сборной Англии, которая проводила турне по Австралии, Брэдмен набрал 87 очков и заслужил право играть в Брисбене.